# Aniek van Koot
Aniek van Koot (* 15. August 1990 in Winterswijk) ist eine niederländische Rollstuhltennisspielerin.

## Karriere
Aniek van Koot begann im Alter von zehn Jahren mit dem Rollstuhltennis und startet in der Klasse der Paraplegiker. Sie wurde mit einem verkürzten rechten Bein geboren und ließ sich dieses nach mehreren missglückten korrektiven Operationen amputieren.
2012 nahm sie erstmals an den Paralympischen Spielen teil. Dabei erreichte sie sowohl im Einzel als auch im Doppel sogleich das Endspiel. Im Einzel unterlag sie Esther Vergeer mit 0:6, 3:6. Das Doppelfinale verlor sie mit Partnerin Jiske Griffioen gegen Esther Vergeer und Marjolein Buis mit 1:6, 3:6. Eine weitere Silbermedaille gewann sie 2016 in Rio de Janeiro. Im Endspiel unterlag sie Jiske Griffioen in drei Sätzen. Im Doppel gelang ihr mit Griffioen der Gewinn der Goldmedaille.
Beim Wheelchair Tennis Masters stand sie im Einzel dreimal im Endspiel. 2011 unterlag sie Esther Vergeer, 2012 Jiske Griffioen. 2014 gewann sie den Titel nach einem Sieg über Griffioen in drei Sätzen. Im Doppel gelangen ihr bei bislang fünf Finalteilnahmen drei Siege. 2009 und 2011 unterlag sie jeweils an der Seite von Griffioen, 2010 gewann sie mit Sharon Walraven sowie 2012 und 2015 wiederum mit Griffioen. Bei Grand-Slam-Turnieren feierte sie im Einzel mit Siegen bei den Australian Open und den US Open ihre ersten beiden Titelgewinne. Im Doppel gewann sie bislang 24 Titel. Dabei gelang ihr 2013 mit Jiske Griffioen und 2019 mit Diede de Groot jeweils ein Grand Slam, als sie alle vier Grand-Slam-Turniere der Saison gewannen.
In der Weltrangliste hatte Aniek van Koot sowohl im Einzel als auch im Doppel zeitweise die Führung übernommen. Erstmals gelang ihr das im Einzel am 28. Januar 2013 und im Doppel am 26. Juli 2010.